# Istituto nazionale Ferruccio Parri
L'Istituto nazionale Ferruccio Parri. Rete degli istituti per la Storia della Resistenza e dell'età contemporanea (in precedenza, Istituto Nazionale per la storia Movimento di Liberazione in Italia - INSMLI) è un sistema federativo di istituti storici diffusi in tutta Italia. Fondato da Ferruccio Parri nel 1949 allo scopo di conservare e studiare il patrimonio documentario del Corpo volontari della libertà e del Comitato di Liberazione Nazionale Alta Italia, ha in realtà allargato il suo raggio di intervento alla storiografia contemporanea, di cui ha promosso lo sviluppo e l'elaborazione su base scientifica in Italia. La sede nazionale è a Milano.
L'Istituto cura una serie di pubblicazioni, tra cui una rivista trimestrale dal titolo "Italia Contemporanea" (in precedenza "Il Movimento di liberazione in Italia"), e dal 2007 cura l'edizione aggiornata e consultabile sul web delle "Ultime lettere di condannati a morte e di deportati della Resistenza Italiana", mentre nel 2016 ha realizzato (insieme all'ANPI) l'"Atlante delle stragi naziste e fasciste in Italia".

## Storia
La creazione del Comitato promotore per la fondazione dell'Istituto nazionale, presieduto da Ferruccio Parri, risale al gennaio del 1949 su iniziativa dei Comitati direttivo degli Istituti storici del Piemonte, della Liguria e della Lombardia. Nel corso dell'assemblea del comitato, tenutasi il 20 febbraio dello stesso anno viene decisa la "costituzione dell'Istituto nazionale per la storia del movimento di liberazione in Italia".
L'atto costitutivo risale al 19 aprile 1949, i soci fondatori sono Ferruccio Parri, presidente dell'Istituto storico della Resistenza in Lombardia, Andrea Guglielminetti rappresentante dell'Associazione per la storia della Resistenza in Piemonte e Luciano Bolis delegato per l'Istituto storico della resistenza in Liguria. Viene nominato presidente Ferruccio Parri, il vicepresidente è Amedeo Ugolini.
Il 26 giugno viene costituito il comitato direttivo della pubblicazione bimestrale di studi e documenti "Il Movimento di Liberazione in Italia", composto da Franco Antonicelli, Mario Bendiscioli, Mario Dal Pra, Ferruccio Parri e con direttore responsabile Giorgio Vaccarino, il primo numero esce nel luglio 1949. Il 14 dicembre del 1952 il presidente Luigi Einaudi inaugura la nuova sede in piazza del Duomo, 14 presso il Palazzo Reale.
Nel 1956 viene nominato un secondo vicepresidente, il primo a ricoprire la carica è Achille Marazza. Nel 1965 viene istituita la Commissione scientifica per coordinare il lavoro di ricerca composta da Franco Catalano, Fausto Fonzi e Guido Quazza.
Il riconoscimento giuridico dell'Istituto avviene con la legge n. 3 del 16 gennaio 1967, nello stesso anno viene presentata al Consiglio direttivo la proposta di un progetto di raccolta delle notizie e fonti con relativa rappresentazione cartografica, l'embrione di quello che diventerà l'"Atlante storico della resistenza italiana" un progetto di ricerca che solo nel 2000 si concretizzerà nella pubblicazione dell'omonimo libro.
Nel 1971 Ferruccio Parri, per motivi di salute, lascia la carica di presidente che passa nel 1972 allo storico Guido Quazza, Parri rimane vicino all'Istituto mantenendo la carica di presidente onorario. Dal 1974 la pubblicazione periodica cambia nome divenendo "Italia contemporanea".
L'Istituto Nazionale per la Storia del Movimento di Liberazione in Italia è oggi un sistema federativo (denominato "Rete degli istituti storici della Resistenza") che comprende 65 Istituti associati e 12 Enti collegati, diffusi sull'intero territorio nazionale.

### Sede
Situato inizialmente nei locali del Castello Sforzesco (prima sede), l'Istituto nazionale si è trasferito poi in via Friguglia e nel 1952 al Palazzo Reale (in Piazza Duomo), traslocando infine nel 2001 al numero civico 336 di viale Sarca, all'interno dell'area che ha ospitato per quasi un secolo (ed in parte ospita tuttora) gli stabilimenti di alcune importantissime industrie italiane, come Ansaldo, Breda, Ercole Marelli e Pirelli.
La zona, che all'inizio del Novecento costituiva uno dei principali centri della produzione industriale lombarda, nella primavera del 1943 è stato uno degli epicentri della massiccia ondata di scioperi contro il regime fascista. Dopo l'armistizio un gran numero di operai impiegati nelle fabbriche qui dislocate hanno aderito al movimento di liberazione, impedendo oltretutto la distruzione degli impianti durante la ritirata nazista del 1945.
A partire dagli anni '70, e fino ai primi anni '80, un progressivo processo di deindustrailizzazione ha portato ad una complessiva riorganizzazione dell'intera area, grazie soprattutto al contributo della stessa Pirelli, che nel 1985 ha indetto un concorso pubblico per il recupero delle proprie strutture industriali dismesse. Verso la metà degli anni '90, progetti di riqualificazione parziale sono stati avviati anche da altre imprese della zona, nota attualmente come “ex-Breda ed ex-Marelli”. La palazzina numero 15 di viale Sarca 336, originariamente di proprietà di Ansaldo e acquistata successivamente da Pirelli, è anch'essa frutto del globale progetto di risanamento.

## Struttura e attività

### Struttura
Dal 2024 l'ottavo presidente dell'Istituto è Paolo Corsini.
I suoi predecessori sono stati Ferruccio Parri (1949-1971), Guido Quazza (1972-1996), Giorgio Rochat (1996-2000), Laurana Lajolo (2000-2002), Oscar Luigi Scalfaro (2002-2011), Valerio Onida (2011-2018) e Paolo Pezzino (2018-2024).
Tina Anselmi ne è stata vicepresidente dal 1998 al 2003 e presidente onorario fino al momento della sua morte nel 2016, dal giugno 2018 la vicepresidenza è ricoperta da Manuela Ghizzoni. Il Consiglio di Amministrazione è composto da Marilena Adamo, Marco Borghi, Paola Carucci, Gianluca Fulvetti, Isabella Insolvibile, Stefano Pivato, Mario Renosio. Direttore generale è Mirco Carrattieri; direttore scientifico è invece Filippo Focardi. Membri del comitato scientifico sono Giulia Albanese, Irene Bolzon (Coordinamento dei responsabili scientifici), Lucia Ceci, Costantino Di Sante (Coordinamento dei responsabili scientifici), Emanuele Felice, Enzo Fimiani (Coordinamento dei responsabili scientifici), Carlo Greppi, Santo Peli, Elisabetta Ruffini (Coordinamento dei responsabili scientifici), Silvia Salvatici, Antonella Salomoni, Giorgio Vecchio. Del comitato fanno parte anche il Direttore di Italia contemporanea Nicola Labanca e la Direttrice di Novecento.org Agnese Portincasa.

### Archivio storico
L'Archivio dell'Istituto Nazionale per la Storia del Movimento di Liberazione in Italia di Milano fu costituito nel 1949 su iniziativa di Ferruccio Parri, con il concorso di studiosi di tutte le componenti resistenziali, allo scopo di conservare i documenti prodotti nel corso della Resistenza, promuovendone lo studio e la conoscenza. L'anno precedente, il Consiglio superiore per gli Archivi di Stato si era pronunciato a favore del deposito del patrimonio archivistico resistenziale presso gli Istituti della Resistenza (Isr) che andavano costituendosi: gli Isr venivano autorizzati a conservare, al pari degli Archivi di Stato, i documenti prodotti dalle formazioni partigiane e dagli organi politici della Resistenza.
Il nucleo originario dell'archivio dell'Istituto è costituito infatti dal patrimonio documentario prodotto nel corso della Resistenza. Sono conservate infatti le carte del Clnai, del Cln lombardo, dei Cln provinciali, comunali e aziendali, dell'archivio del Corpo Volontari della Libertà (Cvl) e materiale proveniente dagli uffici stralcio dei comandi militari regionali ligure e lombardo. La documentazione sugli organismi militari è completata dai fondi Brigate Garibaldi, Brigata Stefanoni, Comando militare provinciale di Novara. Si segnalano gli archivi di protagonisti del movimento di liberazione quali Cesare Merzagora, Ferruccio Parri, Giuliano Pischel, Vincenzo Calace, Adolfo Scalpelli, Ettore Tibaldi, Natale Mazzolà, Luigi Campolonghi, Carlo a Prato, Giuseppe Bacciagaluppi, Mario Alberto Rollier, Alfredo Pizzoni, Antonino La Rosa, Ettore Bonomi. Accanto al patrimonio resistenziale è in continua espansione la documentazione relativa a tutta l'età contemporanea riguardante partiti, sindacati, associazioni, strutture della società civile oltre ad archivi di singole persone.
L'archivio custodisce inoltre una rilevante sezione iconografica, comprendente fotografie (circa 15.000) – soprattutto del periodo resistenziale – e cartoline storiche illustrate.
Accanto a queste tipologie di documenti, si affianca poi una serie eterogenea di altro materiale, come ad esempio microfilm, manifesti e volantini del periodo clandestino e non solo.
Di particolare rilevanza sono poi i 73 pannelli originali di una mostra sulla Resistenza italiana preparata per un'esposizione a Bordeaux nel 1946, presentati per la prima volta al pubblico in occasione della mostra “Un'immagine dell'Italia”, organizzata dall'Istituto per il 60º anniversario della liberazione.

### Biblioteca ed emeroteca
La Biblioteca di storia contemporanea "Ferruccio Parri" possiede serie di documenti diplomatici e di fonti europee e nordamericane; studi, saggi e riviste italiani e stranieri di storia e storiografia, di politica, economia, scienze sociali, pedagogia e diritto; volumi di storiografia, storia militare, memorialistica e di storia locale.
Cura in particolare gli ambiti tematici del movimento antifascista e della Resistenza italiana ed europea; del nazifascismo e dei totalitarismi del Novecento; del colonialismo e della decolonizzazione; delle guerre mondiali; della Costituzione della Repubblica Italiana e della costruzione della Repubblica; della ricostruzione economica e industriale; dei movimenti politici e culturali e del pensiero politico.
La biblioteca raccoglie e cataloga estratti di saggi, tesi di laurea specialistiche e di dottorato e favorisce le donazioni di fondi pubblici e privati garantendone la conservazione e la valorizzazione.
Possiede oltre 70.000 titoli monografici e 4.700 testate di periodici italiani e stranieri (di cui circa 300 correnti).

### Italia contemporanea
Fondata nel 1949 da Giorgio Vaccarino con il nome di Movimento di liberazione in Italia, la rivista è stata un punto di riferimento fondamentale per gli studiosi di storia contemporanea, contribuendo a porre le basi della disciplina in Italia. Nel 1974 il titolo della testata è stata modificato in "Italia contemporanea", proprio per sottolineare l'ampliamento degli interessi a tutta la vicenda novecentesca, pur senza dimenticare un'attenzione costante agli sviluppi della ricerca relativa alla Resistenza.

### Ricerca
Uno dei compiti fondamentali dell'Istituto è promuovere la ricerca sulla storia contemporanea e fare in modo che i suoi risultati siano divulgati utilizzando tutti gli strumenti comunicativi a disposizione: pubblicazioni, riviste, convegni, seminari, mostre, audiovisivi, strumenti informatici, eccetera. Rientra in questo ambito anche l'impegno di mettere a disposizione degli studiosi le fonti per lo studio della storia contemporanea nazionale e internazionale, attraverso l'edizione di cataloghi, repertori, banche dati informatizzate.
Le aree tematiche su cui si concentra questa attività di ricerca possono essere riassunte nel modo seguente: Resistenza, Antifascismo, leggi razziali, seconda guerra mondiale, Shoah, deportazione, nascita e storia della Repubblica. Tutti questi filoni tematici sono collocati in un contesto internazionale di adeguata ampiezza, sicché l'Istituto nazionale si è caratterizzato negli ultimi anni per risultati di eccellenza nel campo degli studi sul colonialismo fascista, sull'intervento della Chiesa cattolica nella politica e nella cultura, sui rapporti internazionali del movimento di liberazione, ecc.
Dal 2005 al 2011 l'Istituto ha costituito nel suo ambito una Scuola Superiore di Studi di Storia Contemporanea, con l'obiettivo di formare giovani studiosi, laureati o con dottorato di ricerca, delle diverse regioni nazionali. Le ricerche degli studenti sono state finora pubblicate nella collana "Studi di storia contemporanea".
L'attività scientifica dell'Istituto si sviluppa in raccordo con la progettualità proveniente dalla rete degli Istituti storici. La programmazione delle attività scientifiche è garantita dal Comitato scientifico, coordinato dal Direttore scientifico dell'Istituto Marcello Flores.

### Didattica e formazione
L'Istituto nazionale Ferruccio Parri è stato sensibile fin dagli anni settanta alle tematiche relative all'insegnamento della storia contemporanea, promuovendo incontri e corsi di formazione. Tale attività è andata consolidandosi con il tempo e si è concretizzata in una serie di protocolli di intesa firmati con il Ministero dell'Istruzione, dell'Università e della Ricerca (già Ministero della pubblica istruzione) fin dal 1996.
L'impegno formativo è rivolto tanto agli insegnanti che agli studenti, con un'ampia gamma di iniziative. Negli ultimi anni una forte attenzione è stata riservata ai temi dell'"Educazione alla cittadinanza" e di "Cittadinanza e costituzione".

### Infotelematica
Il portale dell'Istituto, è on line dal 17 dicembre del 2005. Attraverso di esso è possibile accedere a diversi servizi, nonché ai siti web dei singoli istituti storici associati all'istituto nazionale per la storia del movimento di liberazione in Italia.
Per rendere accessibile e consultabile il patrimonio archivistico e documentario in possesso dell'Istituto e rendere pubblici i risultati delle ricerche compiute, sono state realizzate alcune applicazioni informatiche consultabili on-line.
Innanzitutto vi sono le banche dati archivistiche, che raccolgono le descrizioni dei fondi archivistici conservati presso la sede dell'Istituto nazionale e di buona parte dei fondi custoditi presso gli Istituti storici della Resistenza e della società contemporanea ad esso associati. A seconda della tipologia di documenti descritti, essi si suddividono in:
- Database GUIDA, concernente i documenti cartacei[17].
- Database FOTO, concernente i documenti fotografici[18].
- Database CARTO, concernente le cartoline storiche[19].

I tre strumenti sono consultabili simultaneamente da un unico ambiente, denominato Metaopac archivistico.
La base di dati “Ultime lettere di condannati a morte e di deportati della Resistenza Italiana” è on line dal 26 aprile 2007.
Essa è costituita essenzialmente dai fondi archivistici donati all'Istituto Nazionale da Piero Malvezzi (tra il 1985 e il 1986) e da Mimmo Franzinelli (nel 2005). Quest'ultimo corpus documentario raccoglie i risultati delle ricerche condotte da Enrica Cavina, Paolo Ferrari, Manuela Lanari, Bruno Maida e Chiara Saonara, e realizzate nell'ambito del progetto proposto e coordinato dallo stesso Mimmo Franzinelli.
Negli anni successivi alla pubblicazione on line, la ricerca di documenti è proseguita ad opera della redazione della banca dati, che è tuttora impegnata nel reperimento delle lettere, siano esse autografe o trascrizioni, edite o inedite.
Nel 2016 invece l'Istituto Nazionale ha realizzato (insieme all'ANPI) l'Atlante delle stragi naziste e fasciste in Italia, banca dati con un sistema di georeferenziazione che censisce tutti gli episodi di violenza con esito letale avvenuti sul territorio nazionale nel periodo 1943-1945, commessi dalle forze di occupazione naziste e/o dai loro alleati fascisti. L'Atlante è il risultato di una ricerca biennale, finanziata dal Fondo italo-tedesco per il futuro, che ha coinvolto oltre 120 ricercatori in tutta la penisola. Il coordinamento scientifico è stato affidato a Paolo Pezzino. Attualmente nel database sono censiti oltre 5300 episodi (comprese le cosiddette "uccisioni singole"), per un totale di quasi 24000 vittime (inclusi i partigiani catturati e giustiziati dopo essere stati disarmati).

## Rete degli Istituti per la Storia della Resistenza e dell'Età Contemporanea
Il seguente è l'elenco completo (aggiornato alla data del 5 ottobre 2018) degli istituti associati e degli enti collegati alla Rete degli Istituti per la Storia della Resistenza e dell'Età Contemporanea. Questi organismi sono incaricati di catalogare, verificare e archiviare la documentazione mediante esame incrociato; ciascun istituto dispone, inoltre, di un settore preposto alla didattica ed alla tecnica didattica circa la documentazione presente a livello regionale. Infine collaborano con l'Istituto Parri nella pubblicazione di articoli, riviste e libri.
| N° | Comune              | Provincia | Regione               | Sigla                      | Istituto | Tipologia          | Sito WEB                                                |
| -- | ------------------- | --------- | --------------------- | -------------------------- | --- | ------------------ | ------------------------------------------------------- |
| 1  | Alessandria         | AL        | Piemonte              | ISRAL                      | Istituto per la Storia della Resistenza e della Società Contemporanea della Provincia di Alessandria                                                                     | Istituto Associato | Link                                                    |
| 2  | Alfonsine           | RA        | Emilia-Romagna        | ISTORICORA                 | Istituto Storico della Resistenza e dell'Età Contemporanea in Ravenna e Provincia                                                                                        | Istituto Associato | Link                                                    |
| 3  | Ancona              | AN        | Marche                | IRSMLM                     | Istituto Regionale per la Storia del Movimento di Liberazione nelle Marche                                                                                               | Istituto Associato | Link                                                    |
| 4  | Aosta               | AO        | Valle d'Aosta         | ISTORECOVDA                | Istituto Storico della Resistenza e della Società Contemporanea in Valle d'Aosta / Institut d'Histoire de la Résistance et de la Société Contemporaine en Vallée d'Aoste | Istituto Associato | Link                                                    |
| 5  | Arcavacata di Rende | CS        | Calabria              | ICSAIC                     | Istituto Calabrese per la Storia dell'Antifascismo e dell'Italia Contemporanea                                                                                           | Istituto Associato | Link                                                    |
| 6  | Ascoli Piceno       | AP        | Marche                | IPSMLAP                    | Istituto Provinciale per la Storia del Movimento di Liberazione nelle Marche e dell'Età Contemporanea di Ascoli Piceno                                                   | Istituto Associato | Link Archiviato il 23 ottobre 2018 in Internet Archive. |
| 7  | Asti                | AT        | Piemonte              | ISRAT                      | Istituto per la Storia della Resistenza e della Società Contemporanea nella Provincia di Asti                                                                            | Istituto Associato | Link                                                    |
| 8  | Bari                | BA        | Puglia                | IPSAIC                     | Istituto Pugliese per la Storia dell'Antifascismo e dell'Italia Contemporanea                                                                                            | Istituto Associato | Link                                                    |
| 9  | Belluno             | BL        | Veneto                | ISBREC                     | Istituto Storico Bellunese della Resistenza e dell'Età Contemporanea | Istituto Associato | Link                                                    |
| 10 | Bergamo             | BG        | Lombardia             | ISREC                      | Istituto Bergamasco per la Storia della Resistenza e dell'Età Contemporanea                                                                                              | Istituto Associato | Link                                                    |
| 11 | Bologna             | BO        | Emilia-Romagna        | Istituto Parri             | Istituto storico Parri Bologna Metropolitana | Istituto Associato | Link                                                    |
| 12 | Carpi               | MO        | Emilia-Romagna        | Fondazione Fossoli         | Fondazione Ex Campo Fossoli | Istituto Associato | Link                                                    |
| 13 | Catania             | CT        | Sicilia               | ISSICO                     | Istituto Siciliano per la Storia dell'Italia Contemporanea "Carmelo Salanitro"                                                                                           | Istituto Associato | Link                                                    |
| 14 | Cittanova           | RC        | Calabria              | Istituto Arcuri            | Istituto "Ugo Arcuri" per la Storia dell'Antifascismo e dell'Italia Contemporanea in Provincia di Reggio Calabria                                                        | Istituto Associato | Link                                                    |
| 15 | Como                | CO        | Lombardia             | ISC-CO                     | Istituto di Storia Contemporanea "Pier Amato Perretta" | Istituto Associato | Link                                                    |
| 16 | Cuneo               | CN        | Piemonte              | ISRSC-CN                   | Istituto Storico della Resistenza e della Società Contemporanea in Provincia di Cuneo "D. L. Bianco"                                                                     | Istituto Associato | Link                                                    |
| 17 | Fermo               | FM        | Marche                | ISMLFERMO                  | Istituto per la Storia del Movimento di Liberazione Alto Piceno-Fermo | Istituto Associato | Link Archiviato il 23 ottobre 2018 in Internet Archive. |
| 18 | Ferrara             | FE        | Emilia-Romagna        | ISCOFE                     | Istituto di Storia Contemporanea di Ferrara | Istituto Associato | Link                                                    |
| 19 | Firenze             | FI        | Toscana               | ISRT                       | Istituto Storico Toscano della Resistenza e dell'Età Contemporanea | Istituto Associato | Link                                                    |
| 20 | Forlì               | FC        | Emilia-Romagna        | ISTORECOFC                 | Istituto per la Storia della Resistenza e dell'Età Contemporanea della Provincia di Forlì-Cesena                                                                         | Istituto Associato | Link                                                    |
| 21 | Gattatico           | RE        | Emilia-Romagna        | Istituto Cervi             | Istituto "Alcide Cervi" | Istituto Associato | Link                                                    |
| 22 | Genova              | GE        | Liguria               | ILSREC                     | Istituto Ligure per la Storia della Resistenza e dell'Età Contemporanea                                                                                                  | Istituto Associato | Link                                                    |
| 23 | Grosseto            | GR        | Toscana               | ISGREC                     | Istituto Storico Grossetano della Resistenza e dell'Età Contemporanea | Istituto Associato | Link                                                    |
| 24 | Imola               | BO        | Emilia-Romagna        | CIDRA                      | Centro Imolese di Documentazione sulla Resistenza Antifascista e Storia Contemporanea "Elio Gollini"                                                                     | Istituto Associato | Link                                                    |
| 25 | Imperia             | IM        | Liguria               | ISRECIM                    | Istituto Storico della Resistenza e dell'Età Contemporanea della Provincia di Imperia                                                                                    | Istituto Associato | Link                                                    |
| 26 | L'Aquila            | AQ        | Abruzzo               | IASRIC                     | Istituto Abruzzese per la Storia della Resistenza e dell'Italia Contemporanea                                                                                            | Istituto Associato | Link                                                    |
| 27 | La Spezia           | SP        | Liguria               | ISRSP                      | Istituto Spezzino per la Storia della Resistenza e dell'Età Contemporanea "Pietro M. Beghi"                                                                              | Istituto Associato | Link                                                    |
| 28 | Livorno             | LI        | Toscana               | ISTORECOLI                 | Istituto Storico della Resistenza e della Società Contemporanea nella Provincia di Livorno                                                                               | Istituto Associato | Link                                                    |
| 29 | Lodi                | LO        | Lombardia             | ILSRECO                    | Istituto Lodigiano per la Storia della Resistenza e dell'Età Contemporanea                                                                                               | Istituto Associato | Link                                                    |
| 30 | Lucca               | LU        | Toscana               | ISRECLU                    | Istituto Storico della Resistenza e dell'Età Contemporanea in Provincia di Lucca                                                                                         | Istituto Associato | Link                                                    |
| 31 | Macerata            | MC        | Marche                | ISCRECMC                   | Istituto Storico della Resistenza e dell'Età Contemporanea "Mario Morbiducci"                                                                                            | Istituto Associato | Link                                                    |
| 32 | Mantova             | MN        | Lombardia             | IMSC                       | Istituto Mantovano di Storia Contemporanea | Istituto Associato | Link                                                    |
| 33 | Milano              | MI        | Lombardia             | FMD                        | Fondazione Memoria della Deportazione Biblioteca Archivio "Pina e Aldo Ravelli" - Centro Studi e Documentazione sulla Resistenza e sulla Deportazione nei Lager Nazisti  | Istituto Associato | Link                                                    |
| 34 | Milano              | MI        | Lombardia             | ILSC                       | Istituto Lombardo di Storia Contemporanea | Istituto Associato | Link                                                    |
| 35 | Modena              | MO        | Emilia-Romagna        | Istituto Storico di Modena | Istituto per la Storia della Resistenza e della Società Contemporanea in Provincia di Modena                                                                             | Istituto Associato | Link                                                    |
| 36 | Napoli              | NA        | Campania              | ICSR                       | Istituto Campano per la Storia della Resistenza, dell'Antifascismo e dell'Età Contemporanea "Vera Lombardi"                                                              | Istituto Associato | Link                                                    |
| 37 | Nonantola           | MO        | Emilia-Romagna        | Fondazione Villa Emma      | Fondazione "Villa Emma" | Istituto Associato | Link                                                    |
| 38 | Novara              | NO        | Piemonte              | ISRN                       | Istituto Storico della Resistenza e della Società Contemporanea nel Novarese e nel Verbano Cusio Ossola "Piero Fornara"                                                  | Istituto Associato | Link                                                    |
| 39 | Nuoro               | NU        | Sardegna              | ISTASAC                    | Istituto per la Storia dell'Antifascismo e dell'Età Contemporanea nella Sardegna Centrale                                                                                | Istituto Associato | Link                                                    |
| 40 | Padova              | PD        | Veneto                | CSEL                       | Centro Studi "Ettore Luccini" | Istituto Associato | Link                                                    |
| 42 | Parma               | PR        | Emilia-Romagna        | CSMP                       | Centro Studi per la Stagione dei Movimenti | Istituto Associato | Link                                                    |
| 41 | Parma               | PR        | Emilia-Romagna        | ISRECPR                    | Istituto Storico della Resistenza e dell'Età Contemporanea di Parma | Istituto Associato | Link                                                    |
| 43 | Pavia               | PV        | Lombardia             | IPSREC                     | Istituto Pavese per la Storia della Resistenza e dell'Età Contemporanea                                                                                                  | Istituto Associato | Link                                                    |
| 44 | Perugia             | PG        | Umbria                | ISUC                       | Istituto per la Storia dell'Umbria Contemporanea | Istituto Associato | Link                                                    |
| 45 | Pesaro              | PU        | Marche                | ISCOP                      | Istituto di Storia Contemporanea della Provincia di Pesaro e Urbino | Istituto Associato | Link                                                    |
| 46 | Piacenza            | PC        | Emilia-Romagna        | ISREC                      | Istituto di Storia Contemporanea di Piacenza | Istituto Associato | Link                                                    |
| 47 | Pistoia             | PT        | Toscana               | ISRPT                      | Istituto Storico della Resistenza e dell'Età Contemporanea in Provincia di Pistoia                                                                                       | Istituto Associato | Link                                                    |
| 48 | Pontremoli          | MC        | Toscana               | ISRA                       | Istituto Storico della Resistenza Apuana e della Società Contemporanea                                                                                                   | Istituto Associato | Link Archiviato il 3 dicembre 2016 in Internet Archive. |
| 49 | Reggio Emilia       | RE        | Emilia-Romagna        | ISTORECORE                 | Istituto per la Storia della Resistenza e della Società Contemporanea in Provincia di Reggio Emilia                                                                      | Istituto Associato | Link                                                    |
| 50 | Rimini              | RN        | Emilia-Romagna        | ISRIC-RN                   | Istituto per la Storia della Resistenza e dell'Italia Contemporanea della Provincia di Rimini                                                                            | Istituto Associato | Link                                                    |
| 51 | Roma                | RM        | Lazio                 | IRSIFAR                    | Istituto Romano per la Storia d'Italia dal Fascismo alla Resistenza | Istituto Associato | Link                                                    |
| 52 | Savona              | SV        | Liguria               | ISREC                      | Istituto Storico della Resistenza e dell'Età Contemporanea della Provincia di Savona                                                                                     | Istituto Associato | Link                                                    |
| 53 | Sesto San Giovanni  | MI        | Lombardia             | ISEC                       | Fondazione Istituto per la Storia dell'Età Contemporanea | Istituto Associato | Link                                                    |
| 54 | Siena               | SI        | Toscana               | ISREC                      | Istituto Storico della Resistenza Senese e dell'Età Contemporanea | Istituto Associato | Link                                                    |
| 55 | Sondrio             | SO        | Lombardia             | ISSREC                     | Istituto Sondriese per la Storia della Resistenza e dell'Età Contemporanea                                                                                               | Istituto Associato | Link                                                    |
| 56 | Torino              | TO        | Piemonte              | ANCR                       | Archivio Nazionale Cinematografico della Resistenza | Istituto Associato | Link                                                    |
| 57 | Torino              | TO        | Piemonte              | ISTORETO                   | Istituto Piemontese per la Storia della Resistenza e della Società Contemporanea "Giorgio Agosti"                                                                        | Istituto Associato | Link                                                    |
| 58 | Trento              | TN        | Trentino-Alto Adige   | MSTF                       | Fondazione Museo Storico del Trentino | Istituto Associato | Link                                                    |
| 59 | Treviso             | TV        | Veneto                | ISTRESCO                   | Istituto per la Storia della Resistenza e della Società Contemporanea della Marca Trevigiana                                                                             | Istituto Associato | Link                                                    |
| 60 | Trieste             | TS        | Friuli-Venezia Giulia | IRSREC-FVG                 | Istituto Regionale per la Storia della Resistenza e dell'Età Contemporanea nel Friuli Venezia Giulia                                                                     | Istituto Associato | Link                                                    |
| 61 | Udine               | UD        | Friuli-Venezia Giulia | IFSML                      | Istituto friulano per la storia del movimento di liberazione | Istituto Associato | Link                                                    |
| 62 | Varallo             | VC        | Piemonte              | ISRSC-BIVC                 | Istituto per la Storia della Resistenza e della Società Contemporanea nel Biellese, nel Vercellese e in Valsesia                                                         | Istituto Associato | Link                                                    |
| 63 | Venezia             | VE        | Veneto                | IVESER                     | Istituto Veneziano per la Storia della Resistenza e della Società Contemporanea                                                                                          | Istituto Associato | Link                                                    |
| 64 | Verona              | VR        | Veneto                | IVRR                       | Istituto Veronese per la Storia della Resistenza e dell'Età Contemporanea                                                                                                | Istituto Associato | Link                                                    |
| 65 | Vicenza             | VI        | Veneto                | ISTREVI                    | Istituto Storico della Resistenza e dell'Età Contemporanea della Provincia di Vicenza "Ettore Gallo"                                                                     | Istituto Associato | Link                                                    |
| 66 | Brescia             | BS        | Lombardia             | Fondazione Micheletti      | Fondazione "Luigi Micheletti" - Centro di Ricerca sull'Età Contemporanea                                                                                                 | Ente Collegato     | Link                                                    |
| 67 | Brescia             | BS        | Lombardia             | Fondazione Trebeschi       | Fondazione "Clementina Calzari Trebeschi" - Biblioteca Storica per un'Educazione Democratica e Antifascista                                                              | Ente Collegato     | Link                                                    |
| 68 | Cagliari            | CA        | Sardegna              | ISSASCO                    | Istituto Sardo per la Storia dell'Antifascismo e della Società Contemporanea                                                                                             | Ente Collegato     | Link                                                    |
| 69 | Ferrara             | FE        | Emilia-Romagna        | MRR                        | Museo del Risorgimento e della Resistenza di Ferrara | Ente Collegato     | Link                                                    |
| 70 | Gradisca d'Isonzo   | GO        | Friuli-Venezia Giulia | Istituto Gasparini         | Centro Isontino di Ricerca e Documentazione Storica e Sociale "Leopoldo Gasparini"                                                                                       | Ente Collegato     | Link                                                    |
| 71 | Padova              | PD        | Veneto                | CASREC                     | Centro di Ateneo per la Storia della Resistenza e dell'Età Contemporanea dell'Università degli Studi di Padova                                                           | Ente Collegato     | Link                                                    |
| 72 | Pisa                | PI        | Toscana               | BFS                        | Biblioteca "Franco Serantini" - Archivio e Centro di Documentazione di Storia Sociale e Contemporanea                                                                    | Ente Collegato     | Link                                                    |
| 73 | Prato               | PO        | Toscana               | Museo della Deportazione   | Fondazione Museo e Centro di Documentazione della Deportazione e Resistenza - Luoghi della Memoria Toscana                                                               | Ente Collegato     | Link                                                    |
| 74 | Rivoli              | TO        | Piemonte              | CRCDL                      | Comitato Resistenza Colle del Lys | Ente Collegato     | Link                                                    |
| 75 | Tarsia              | CS        | Calabria              | Fondazione Ferramonti      | Fondazione Internazionale "Ferramonti di Tarsia" per l'Amicizia tra i Popoli                                                                                             | Ente Collegato     | Link                                                    |
| 76 | Venezia             | VE        | Veneto                | Associazione Olokaustos    | Associazione Studi Storici Olokaustos | Ente Collegato     | Link                                                    |
| 77 | Vittorio Veneto     | TV        | Veneto                | ISREV                      | Istituto per la Storia della Resistenza e della Società Contemporanea del Vittoriese                                                                                     | Ente Collegato     | Link                                                    |